# 七核桃木 (特拉華州)
七核桃木（英語：Seven Hickories）是位於美國特拉華州肯特縣的一個非建制地區。該地的面積和人口皆未知。

## 地理
七核桃木的座標為39°12′58″N 75°37′46″W / 39.21611°N 75.62944°W，而該地的平均海拔高度為15米（即49英尺）。